# دره شیرنال دره سی
دره شیرنال دره سی مربوط به عصر آهن - سده‌های اولیه دوران‌های تاریخی پس از اسلام است و در شهرستان گرمی، بخش مرکزی، دهستان اجارود مرکزی، روستای رحیم لی واقع شده و این اثر در تاریخ ۱۲ دی ۱۳۸۶ با شمارهٔ ثبت ۲۰۳۰۵ به‌عنوان یکی از آثار ملی ایران به ثبت رسیده است.